# Punto guanacasteco
El punto guanacasteco o punto costarricense es una danza folclórica autóctona de Costa Rica, considerado el baile nacional del país. También es conocido como "baile o son suelto", ya que la pareja baila suelta.
Dennis Meléndez establece que el punto es una danza de origen dominicano que se extendió a Cuba y Costa Rica. Generalmente, el punto no tiene letra, y se acompaña con "bombas", tipo de verso que se intercala cuando se interrumpe la música a solicitud de los danzarines, a modo de la copla española y la trova colombiana. Se considera la versión costarricense de la payada española popular en América del Sur (Bolivia, Chile, Uruguay y Argentina).
Por su parte, el investigador y profesor de la Sede del Pacífico de la Universidad de Costa Rica (UCR), Mario Solera Salas, considera que el punto guanacasteco es una adaptación costarricense del punto panameño. En su artículo "Tamborito chiricano puntarenense", el investigador logró obtener una serie de testimonios, en los que pudo determinar que inmigrantes panameños provenientes de la Provincia de Chiriquí, en el último cuarto del siglo XIX y principios del siglo XX, introdujeron el punto a Puntarenas, que posteriormente pasaría a Guanacaste.
En el citado artículo, Solera también recopila testimonios esclarecedores del reconocido escultor puntarenense, Hernán Ortega, respecto al origen panameño del punto y su posterior adaptación en territorio costarricense:

Los chiricanos se reunían con sus tambores y quijongos, bailaban y cantaban y tomaban licor todo el día. Mi abuela Clementina Caballero, quien era chiricana, me llevaba. Eran los dueños de la música (…) Esos músicos eran gente alegre, pescadores de concha perla y eran gente importante en la comunidad.

Tocaban el punto (los chiricanos). Los guanacastecos se lo llevaron y ahora dicen que es de ellos pero es puntarenense. Esos músicos eran gente alegre, pescadores de concha perla y eran gente importante en la comunidad. La gente se metía a bailar con ellos.

El investigador Mario Solera Salas, en aras de demostrar su teoría, hizo una comparación estructural entre una partitura de punto panameño y una de punto guanacasteco, y obtuvo los siguientes resultados:

1. La anacrusa de ambas es melódicamente similar. La del punto guanacasteco es una ornamentación de la del punto panameño (escrita con plicas hacia abajo en el pentagrama correspondiente a este último).
2. En el primer compás ambas melodías hacen bordadura de semitono con la nota inferior.
3. El punto panameño tiene negra al final de semifrase, como también lo tiene el punto guanacasteco.
4. En el sexto compás el punto guanacasteco presenta una hemiola (3 en 2) y en el siguiente también; el punto panameño presenta una acentuación correspondiente a compás binario (2 en 3), que también puede ser analizada como hemiola.